# Cory Juneau
Cory Juneau (San Diego, 20 de junio de 1999) es un deportista estadounidense que compite en skateboarding, en la modalidad de parque. Participó en los Juegos Olímpicos de Tokio 2020, obteniendo una medalla de bronce en la prueba individual.

## Palmarés internacional
| Juegos Olímpicos | Juegos Olímpicos | Juegos Olímpicos  | Juegos Olímpicos |
| Año              | Lugar            | Medalla           | Prueba           |
| ---------------- | ---------------- | ----------------- | ---------------- |
| 2020             | Tokio ( Japón)   | Medalla de bronce | Parque           |